# Serie A 2011 (pallapugno)
La Serie A 2011 è stata la 90ª edizione del massimo campionato italiano di pallapugno maschile.

## Squadre Partecipanti
| Club                                                        | Capitano          | Città                                      |
| ----------------------------------------------------------- | ----------------- | ------------------------------------------ |
| Marengo Costruzioni Surrauto Cevere Albese                  | Massimo Vacchetto | Alba (CN)                                  |
| Albagrafica Bra Servizi Siscom Alta Langa                   | Oscar Giribaldi   | San Benedetto Belbo (CN)                   |
| Torronaba Canalese                                          | Bruno Campagno    | Canale (CN)                                |
| Castiati Assicurazioni Castagnolese                         | Davide Amoretti   | Castagnole delle Lanze (AT)                |
| Conad Don Dagnino                                           | Daniel Giordano   | Andora (SV)                                |
| Locanda della Distilleria Monferrina                        | Matteo Levratto   | Vignale Monferrato (AL)                    |
| Boffa Elettrodomestici Centro Convenienza Esse Monticellese | Riccardo Rosso    | Monticello d'Alba (CN)                     |
| Bcc Pianfei Rocca de' Baldi Pro Paschese                    | Paolo Danna       | Madonna del Pasco (Villanova Mondovì) (CN) |
| San Biagio                                                  | Federico Raviola  | San Biagio (Mondovì) (CN)                  |
| San Leonardo                                                | Ivan Orizio       | Imperia                                    |
| Terme di Vinadio Subalcuneo                                 | Roberto Corino    | Cuneo                                      |
| Italiana Assicurazioni Porro Calcestruzzi Virtus Langhe     | Luca Galliano     | Dogliani (CN)                              |

## Prima Fase
|    | Club          | P  |
| -- | ------------- | -- |
| 1  | Canalese      | 19 |
| 2  | Subalcuneo    | 18 |
| 3  | Alta Langa    | 16 |
| 4  | Albese        | 13 |
| 5  | Pro Paschese  | 13 |
| 6  | Monferrina    | 12 |
| 7  | Virtus Langhe | 11 |
| 8  | San Biagio    | 10 |
| 9  | San Leonardo  | 9  |
| 10 | Don Dagnino   | 8  |
| 11 | Monticellese  | 2  |
| 12 | Castagnolese  | 1  |

## Seconda Fase
|   | Club         | P  |
| - | ------------ | -- |
| 1 | Canalese     | 33 |
| 2 | Subalcuneo   | 28 |
| 3 | Albese       | 27 |
| 4 | Alta Langa   | 24 |
| 5 | Pro Paschese | 23 |
| 6 | Monferrina   | 16 |

|    | Club          | P  |
| -- | ------------- | -- |
| 7  | San Biagio    | 26 |
| 8  | Virtus Langhe | 25 |
| 9  | Don Dagnino   | 22 |
| 10 | San Leonardo  | 21 |
| 11 | Castagnolese  | 5  |
| 12 | Monticellese  | 2  |

## Fase Finale

### Spareggi Play-off
| Alta Langa   | San Biagio | 9-11 |
| Pro Paschese | Monferrina | 9-11 |

| Monferrina | San Biagio | 7-11 |

### Finali Scudetto
| Squadra 1  | Squadra 2  | Andata | Ritorno | Spareggio |
| ---------- | ---------- | ------ | ------- | --------- |
| Canalese   | San Biagio | 11-3   | 9-11    | 11-7      |
| Subalcuneo | Albese     | 8-11   | 11-3    | 2-11      |

| Squadra 1 | Squadra 2 | Andata | Ritorno |
| --------- | --------- | ------ | ------- |
| Canalese  | Albese    | 11-9   | 11-3    |

## Squadra Campione d'Italia
Torronaba Canalese
- Battitore: Bruno Campagno
- Spalla: Gianluca Busca
- Terzini: Lorenzo Bolla, Andrea Stirano

## Supercoppa Italia
| Pro Paschese | Canalese | 3-11 |

## Coppa Italia
| Priocchese    | Canalese     | 4-11  |
| Imperiese     | Subalcuneo   | 10-11 |
| Augusto Manzo | Alta Langa   | 10-11 |
| Neivese       | Pro Paschese | 8-11  |

| Pro Paschese | Canalese   | 2-11 |
| Subalcuneo   | Alta Langa | 11-5 |

| Canalese | Subalcuneo | 5-11 |